# Joe Chealey
Joe Emmanuel Chealey (ur. 1 listopada 1995 w Orlando) – amerykański koszykarz, występujący na pozycji rozgrywającego, obecnie zawodnik MKS-u Dąbrowy Górniczej.
W 2017 wystąpił w turnieju Adidas Nations Counselors.
13 października 2019 został zwolniony przez Charlotte Hornets.
21 lutego 2020 zawarł 10-dniową umowę z Charlotte Hornets. 3 marca zawarł kolejną taką samą umowę. 4 sierpnia 2022 dołączył do MKS-u Dąbrowy Górniczej.

## Osiągnięcia
Stan na 10 stycznia 2023, na podstawie, o ile nie zaznaczono inaczej.
NCAA
- Uczestnik turnieju NCAA (2018)
- Mistrz:
  - sezonu zasadniczego Colonial Athletic Association (CAA – 2018)
  - turnieju CAA (2018)
- Zaliczony do:
  - I składu:
    - CAA (2017, 2018)
    - turnieju:
      - CAA (2017, 2018)
      - Great Alaska Shootout (2018)
- Zawodnik tygodnia CAA (9.01.2017, 22.01.2018, 5.02.2018)
- Lider CAA w liczbie:
  - celnych rzutów wolnych (208 – 2017, 211 – 2018)
  - oddanych rzutów wolnych (246 – 2018)

Indywidualne
- Zaliczony do I składu kolejki EBL (13, 14 – 2022/2023)[7][8]